# Jan Leopold Paar
Jan Leopold hrabě z Paaru (4. července 1693 – 25. června 1741) byl česko-rakouský šlechtic z rodu Paarů.

## Život
Narodil se jako mladší ze dvou synů hraběte Karla Josefa z Paaru (1654–1725) a hraběnky Marie Renaty ze Šternberka.
Roku 1715 se oženil s osiřelou hraběnkou Marií Terezií Violantou ze Šternberka (1699–1761), která byla jedinou dědičkou rozsáhlého majetku (Bechyně, Smiřice, Vysoké Veselí a Vršovice). Její rodiče a starší sestra tragicky zahynuli v řece Inn v Bavorsku při svém návratu z Itálie v červnu 1700.
Z jejich manželství se narodily tři děti, ale pouze nejmladší syn dosáhl dospělosti:
- 1. Karel Maximilián (22. 8. 1716 Vídeň – 18. 1. 1717 tamtéž)[2]
- 2. Marie Anna Josefa (7. 2. 1718 Vídeň – 26. 5. 1726)
- 3. Jan Václav (7. 8. 1719 Vídeň – 5. 7. 1792 tamtéž), roku 1769 povýšen na knížete[3]
  - ⚭ 1743 hraběnka Marie Antonie Esterházyová (31. 3. 1719 Prešpurk – 12. 3. 1771 Lausanne)

Hrabě Jan Leopold zemřel ve věku 47 let v červnu 1741.
Ovdovělá hraběnka Marie Terezie se rok po jeho smrti provdala za hraběte Jana Daniela z Gastheimu († 22. 3. 1761), královského hejtmana v kraji Královéhradeckém. Zemřela devět dní po skonu svého druhého manžela na zámku ve Smiřicích. Je pohřbena po boku svého první manžela a dětí v Bechyni.